# Pam Bondi
Pamela Bondi est une avocate, lobbyiste et femme politique américaine, née le 17 novembre 1965 à Tampa (Floride, États-Unis).
Membre du Parti républicain, elle est procureure général d'État de Floride de 2011 à 2019.
À compter du 5 février 2025, elle est procureure général des États-Unis, au sein de la seconde administration Trump.

## Biographie
Pamela Jo Bondi étudie le droit à l'université de Floride et à l'université Stetson. Elle est admise au barreau de Floride en 1991. 
Elle exerce les fonctions de procureure adjointe de l'État et de porte-parole dans le comté de Hillsborough. 

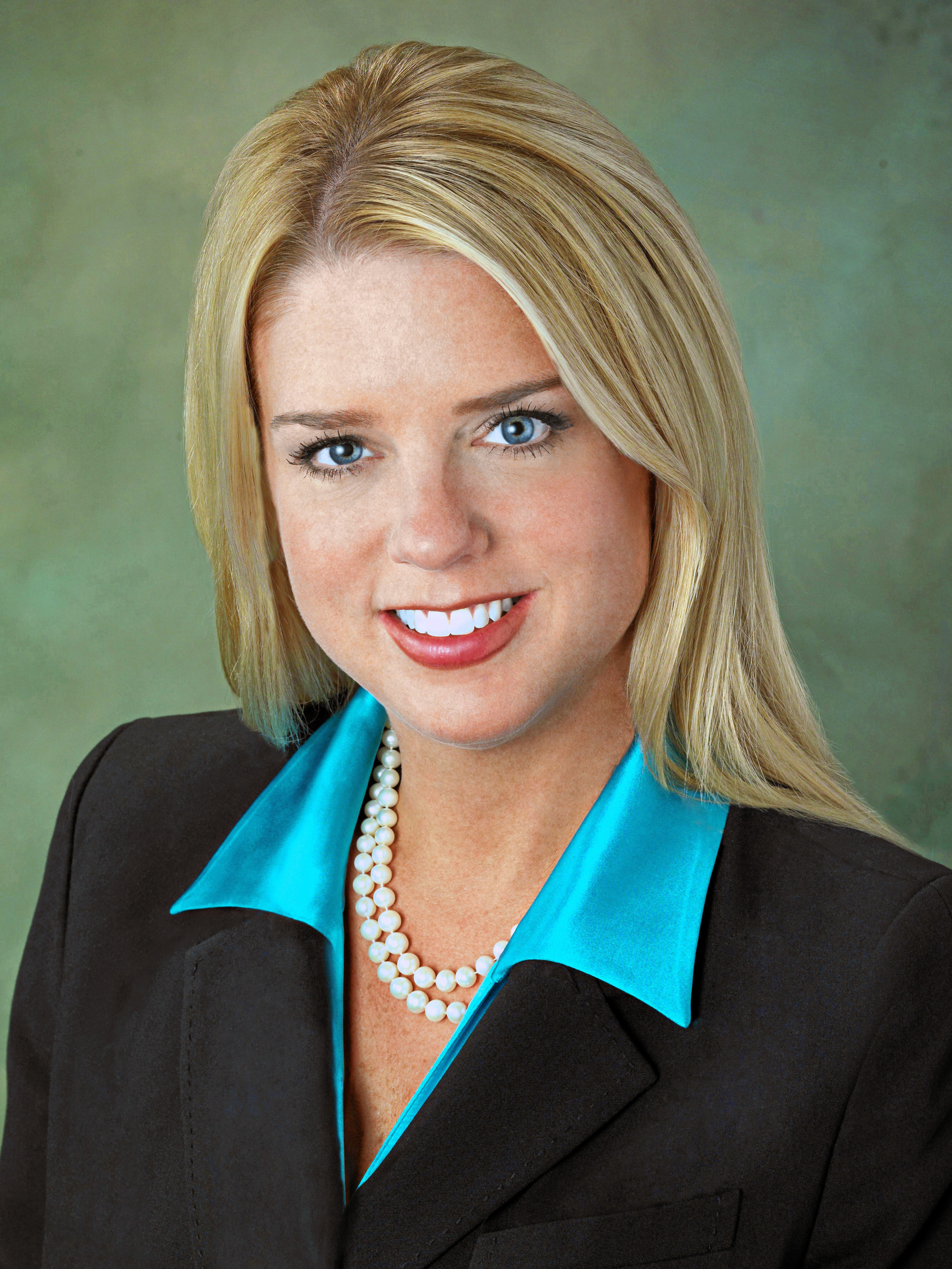
Portrait officiel de Pam Bondi en tant que procureure générale de Floride en 2010.

En 2010, Pam Bondi se porte candidate au poste de procureur général d'État de Floride et devient après sa victoire, la première femme à occuper ce poste dans l'État. Elle est réélue avec 55 % des voix en 2014.   
Lors des élections présidentielles de 2016 et 2020, Pam Bondi apporte son soutien à Donald Trump.
Après la démission en 2018 de Jeff Sessions, procureur général des États-Unis, Pam Bondi est favorite pour le remplacer, mais il n’y a pas de suite, William P. Barr étant finalement choisi.
En 2020, Pam Bondi est l'un des avocats de la défense du président Trump, lors de son premier procès en destitution.
Au moment du décompte des voix lors de l’élection présidentielle de novembre de la même année, elle soutient les accusations de fraudes dans le processus électoral de plusieurs États, accusations qui ont été formulées par Trump.
Le mois suivant, elle est nommée par Trump au conseil d'administration du John F. Kennedy Center for the Performing Arts.
En 2024, elle dirige la branche juridique du think tank America First Policy Institute, dont l’objectif est de soutenir la politique de Trump.
Le 21 novembre 2024, le président élu Donald Trump annonce sa nomination en tant que procureure générale des États-Unis dans sa seconde administration, après le retrait de Matt Gaetz.
Lors de son audition au Sénat, elle refuse de reconnaître la victoire électorale de l'ancien président démocrate Joe Biden en 2020. Sa nomination est confirmée par le Sénat le 4 février 2025, par un vote de 54 contre 46. 
Le 1er avril 2025, « après mûre réflexion », elle ordonne « aux procureurs fédéraux de requérir la peine de mort » contre Luigi Mangione, accusé d'avoir tué Brian Thompson, PDG de la première société d'assurance santé américaine, pour se venger contre ce secteur,. 
Son rôle est critiqué par un certain nombre de supporters du mouvement MAGA après l'absence de révélation dans l'affaire Epstein, en dépit des promesses de Donald Trump. Après le revirement de ce dernier, mis en cause dans ce dossier, elle affirme qu'il n'y a pas d'éléments susceptibles d'être rendus publics.   